# 修红短期大学
修红短期大学（日语：／ Shūkō Tanki Daigaku *），简称修短（しゅうたん）或修红（しゅうこう），是一所位于日本岩手县一关市的私立短期大学。

## 概要

### 简介
- 学校最早可以追溯到1899年[1]。短期大学为于1953年开办[1]、由学校法人富士修红学院经营。

### 历史
- 1953年 修红短期大学成立并同时设置家政科[1]。
- 1958年 保育科成立[1]。
- 1974年 家政科变更为家政学科、保育科变更为幼儿教育学科[1]。
- 1985年 校名变更为麻生东北短期大学[1]。
- 1986年 校园迁[1]。
- 1988年 家政学科变更为生活科学科[1]。
- 2000年 生活科学科变更为生活文化学科[1]。
- 2001年 校名变更为修红短期大学[1]。
- 2003年 生活文化学科改编为食物营养学科[1]。

### 宪章
- 请参看修红短期大学的标志 （页面存档备份，存于） （日語） 2013年11月26日阅览。

## 学校环境
- 校区：在岩手县一关市

## 历任校长
- 小梨良：第一代短期大学校长[2]。
- 千叶正：现在短期大学校长[3]

## 组织

### 学科
- 幼儿教育学科
- 食物营养学科

### 前学科
- 生活文化学科[注 1]

### 专科
| - 没有 |

### 业余课程
| - 没有 |

### 附属学校
| - 幼儿园成立于1957年。 |

### 附属机关
| - 保育园 |

## 相关链接
- 日本短期大学列表
- 麻生福冈短期大学：前关系校。停办于1999年。